# Щербатых, Василий Михайлович
Василий Михайлович Щербатых (1929 — 2004) — советский работник сельского хозяйства, Герой Социалистического Труда.

## Биография
Родился 11 ноября 1929 года в селе Костино-Отделец Терновского района Центрально-Чернозёмной области в крестьянской семье, где у Михаила Михайловича и Февроньи Михайловны Щербатых росли шестеро детей.
С 1943 по 1948 год работал в колхозе имени Карла Маркса рядовым колхозником. В 1948—1953 годах работал шахтером на шахте №3-4 Боково-Антрацитовского района Ворошиловоградской области. В 1954—1981 годах снова работал в колхозе имени Карла Маркса Терновского района Воронежской области механизатором и комбайнером. Убирал урожаи зерновых культур и сахарной свёклы.
Умер 29 июня 2004 года в селе Костино-Отделец Воронежской области.
Жена — Мария Васильевна, в семье выросли дочери Валентина и Татьяна, сын Анатолий.

## Награды
- Звания Героя Социалимтического Труда был удостоен 8 апреля 1971 года за получение высоких урожаев зерновых культур.
- Также был награждён орденами Ленина, Октябрьской Революции, Трудового Красного Знамени, «Знак Почёта» и медалями.